# HoneyCrunch

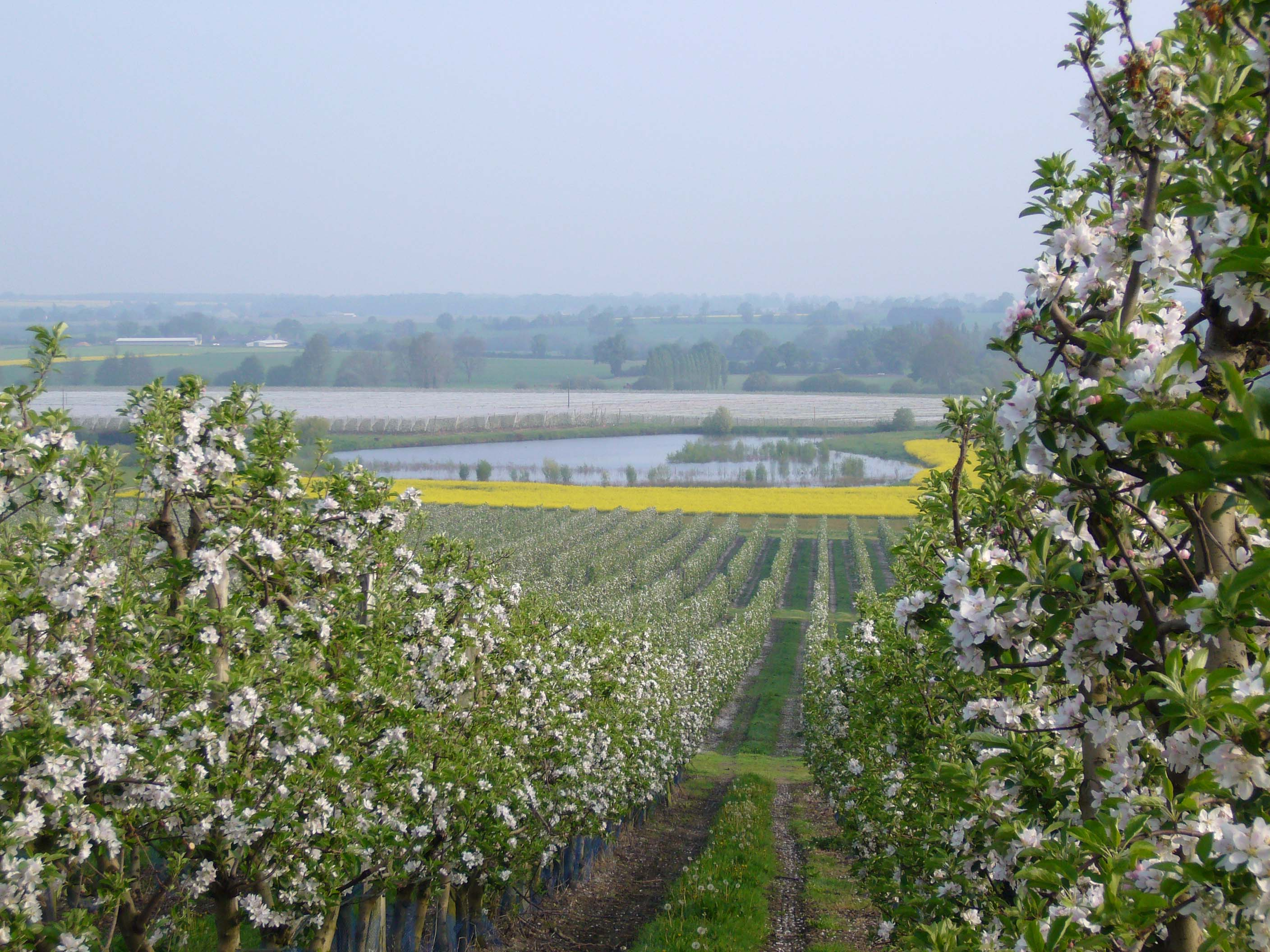
Vergers HoneyCrunch en floraison

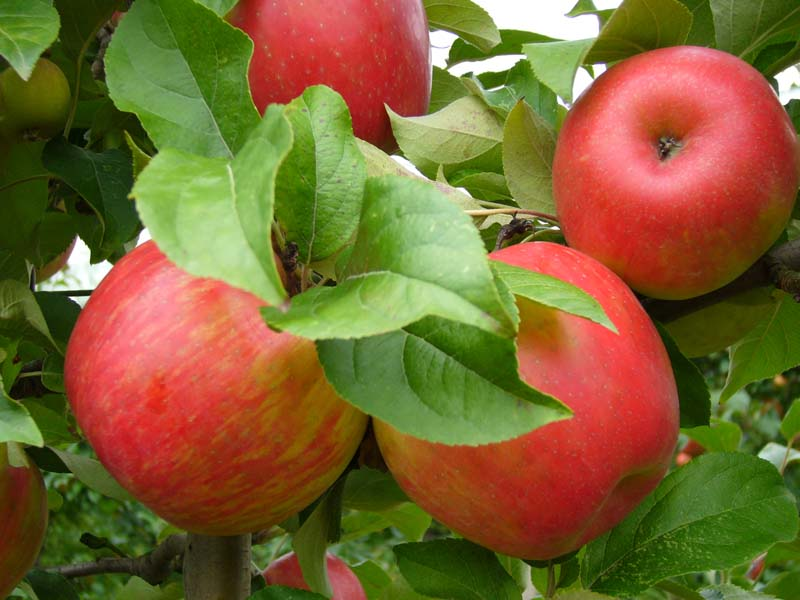
Pommes HoneyCrunch

HoneyCrunch est le nom de commercialisation d'une variété de pomme bicolore : la Honeycrisp.
Cette variété est un cultivar issu officiellement d’un croisement entre HoneyGold et Macoun, mais cette paternité a été remise en cause par des études génétiques. Cette filiation a été réalisée à l’Université du Minnesota par David Bedford et Jim Luby.
Le croisement initial date de 1960 et la variété HoneyCrunch a été sélectionnée en 1974.
La première introduction en France date de 1994 dans la région d’Angers. La production Européenne est majoritairement concentrée sur le terroir du Val de Loire. Les autres lieux de production français sont situés dans la région du Sud-ouest, en Provence et en Picardie. Des vergers HoneyCrunch sont également présents en Allemagne près de Hambourg.